# Щецин-Скольвин (станция электрички)
«Щецин-Скольвин» — грузовая железнодорожная станция и планируемая пассажирская станция Щецинской метрополийной электрички. Расположится в округе Скольвин, по которому и получила своё название. Открытие реконструированной станции запланировано на 2022 год.

## История
Станция была открыта в 1898 году. После закрытия железнодорожной линии на Полице для пассажирских перевозок 30 сентября 2002 года, станция служит только как грузовая. Из Скольвина идёт железнодорожная ветка на бумажный завод «Скольвин».

## Проектирование
В рамках модернизации станции Щецин-Скольвин планируется реконструкцию платформы и надземного перехода, строительство стоянок для автомобилей и велосипедов.